# Marga (film, 2009)
Pour les articles homonymes, voir Marga.
Pour plus de détails, voir Fiche technique et Distribution.
Marga (Unter Bauern – Retter in der Nacht) est un film allemand réalisé par le Néerlandais Ludi Boeken et sorti en 2009. Le film est l'adaptation à l'écran du livre-témoignage de Marga Spiegel (en), Retter in der Nacht (1965).

## Synopsis
Sud du Münsterland, Westphalie, Allemagne, 1943. Une famille juive (Siegmund « Menne » Spiegel, titulaire de la Croix de fer et marchand de chevaux, sa jeune et belle femme blonde Marga, et leur fille rousse Karin) tente d'échapper à la déportation dans les camps de concentration. Ils vont rencontrer l'aide de paysans locaux amis de Menne, qui leur a vendu autrefois des chevaux.

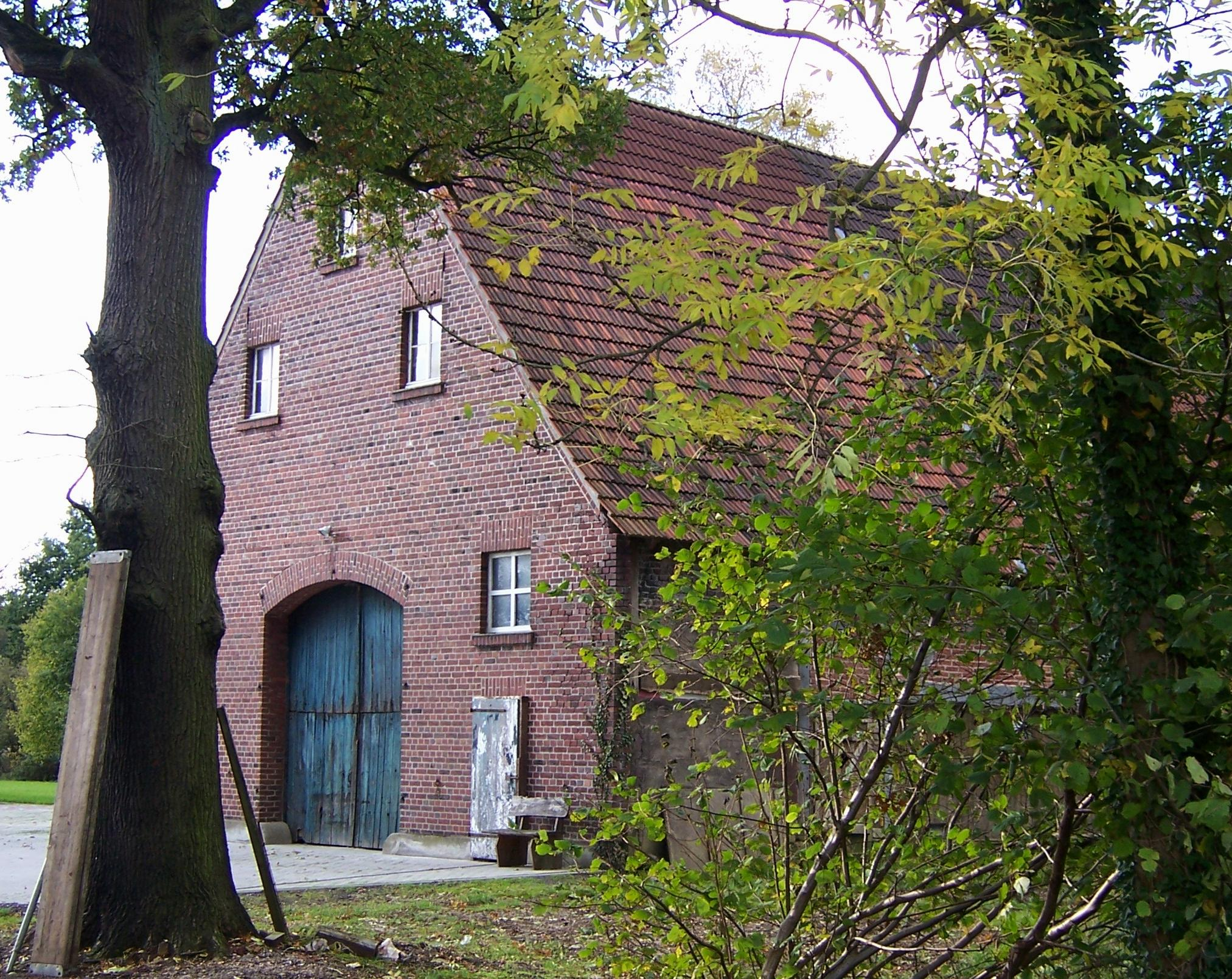
Location pres Dülmen.
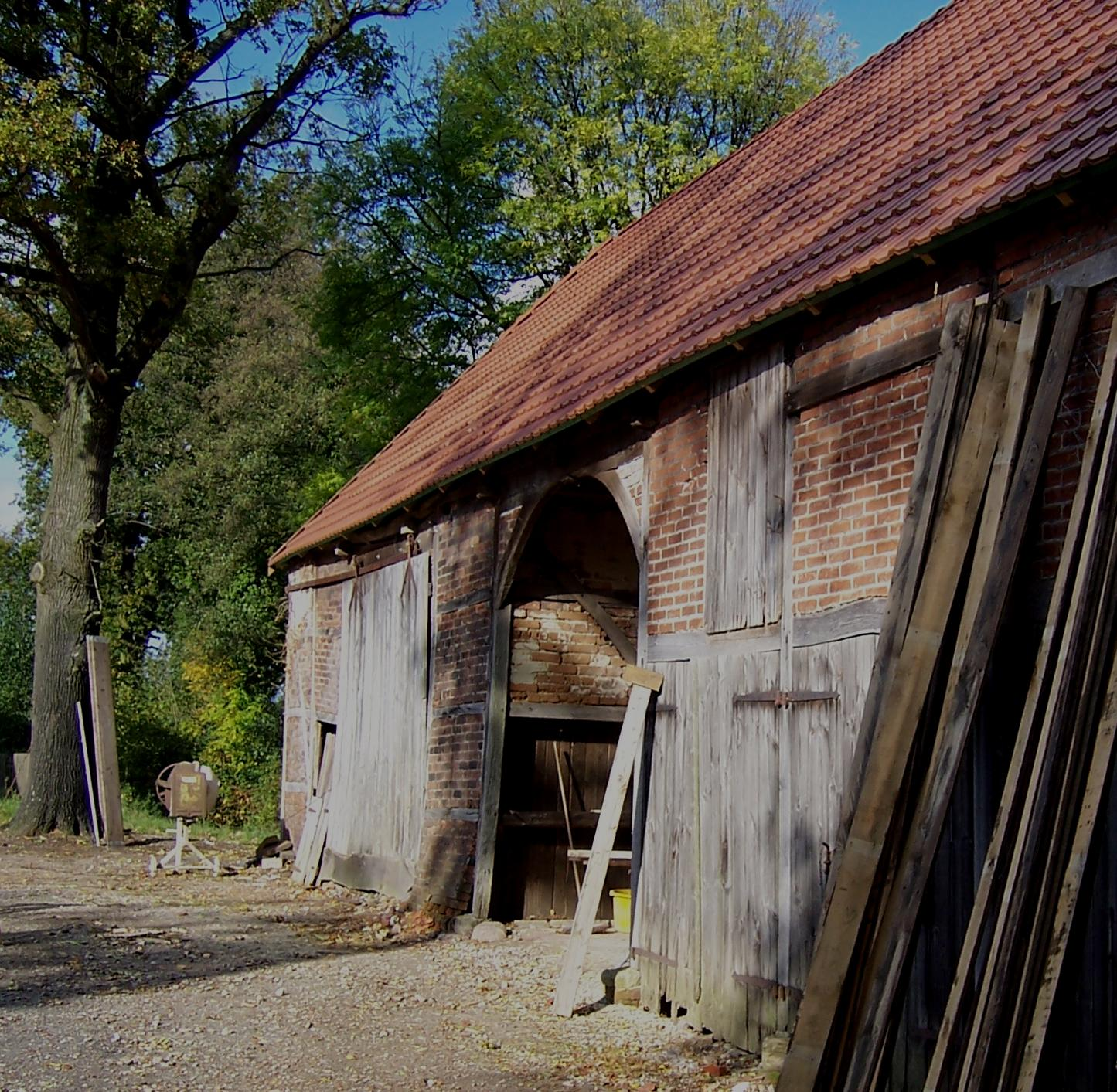
Location pres Dülmen.

## Fiche technique
- Titre : Marga
- Titre original : Unter Bauern – Retter in der Nacht
- Réalisation : Ludi Boeken
- Scénario : Otto Jägersberg (de), Imo Moszkowicz (de), Heidrun Schleef (de) d'après Retter in der Nacht de Marga Spiegel (en)
- Photo : Daniel Schneor
- Montage : Suzanne Fenn
- Producteur : Werner Wirsing, Joachim von Mengershausen, Karl Baumgartner
- Langue : allemand
- Pays d'origine : Allemagne
- Genre : Historique et biopic
- Durée : 100 minutes
- Date de sortie : 2009

## Distribution
- Veronica Ferres : Marga Spiegel (« Marga Krone »)
- Armin Rohde : Siegmund « Menne » Spiegel, le mari de Marga
- Louisa Mix : Karin Spiegel (« Karin Krone »), la fille de Marga et de Menne
- Martin Horn (de) : M. Aschoff
- Margarita Broich : Mme Aschoff
- Lia Hoensbroech : Anni Aschoff, leur fille
- Marlon Kittel : Klemens Aschoff, leur fils sur le front est
- Veit Stübner (de) : M. Pentrop, le paysan voisin qui cache Menne
- Nova Meierhenrich (en) : Mme Pentrop, sa femme, mourante
- Tjard Krusius : Emmerich Aschoff
- Kilian Schüler : Florian Aschoff
- Nicole Unger (de) : Josefa
- Patrice Valota : un travailleur
- Smadi Wolfman : Mme Albermann